# Výprava na Yucatan
Výprava na Yucatan je dvacátá první kniha Jaroslava Foglara , zahrnující výběr z deseti oddílových kronik Pražské Dvojky, vedené Jaroslavem Foglarem. Výběr sestavil Miloš Zapletal.
Na rozdíl od klasických foglarovek tato kniha nezahrnuje souvislý příběh, ale obsahuje vybrané texty z deseti oddílových kronik (zápisy ze schůzek, výletů a táborů a dalších oddílových akcí) z let 1926–1973. Obálka knihy je doplněna ilustrací Marko Čermáka.
Název knihy pochází z jedné z her, které Dvojka hrála v období druhé světové války. Hra Výprava na Yucatan se hrála po celé jaro, léto a v průběhu prázdninového tábora roku 1944. Zahájena byla v sobotu 25. března 1944, kdy Jestřáb přinesl do klubovny velký plakát, na kterém byla pravidla hry vypsána. Hra byla zakončena na táboře, který dostal jméno „Tábor strachu“, protože táboření bylo v tu dobu zakázáno a byla obava z možného zásahu gestapa.  
Námětem hry byla dobyvatelská plavba Španělů, kteří se v roce 1517 vylodili na poloostrově Yucatan (mořeplavec Pedro Hernández de Córdova). Chlapci za dosažení cílů ve hře nezískávali klasické bobříky, ale ocenění s názvem „otemaco“, což měl být barevný papoušek. 
V předchozích letech Dvojka hrála následující dlouhodobé hry, které Jestřáb vytvořil :
- 1941 Závěť strýce Jamesa (čti Jamesa)
- 1942 Alvarez
- 1943 Zlaté údolí

V letech 1945–6 se velké táborové hry nepovedly, následovaly hry:
- 1947 Dobrodružství na Riu Maraňon
- 1948 Lov na Revinoko
- 1949 Stavba kanadské pacifické železnice

Kniha Výprava na Yucatan vyšla poprvé v roce 1990 v Západočeském nakladatelství v Plzni.

## Citát
V dobách, kdy jsem nesměl psát a vydávat své knížky, docházel za mnou můj dobrý přítel Miloš Zapletal, utěšoval mne, a když viděl mé skříně plné starých oddílových kronik, žasl nad jejich obsahem a pořád mně jen říkal: „Z téhle hromady kronik by se dalo sestavit několik knih, které by čtenáře určitě zaujaly, i když jejich děj nebude souvislý, ale bude sestávat z kronikových zápisů několika desetiletí, po která jsi je psal!...Vždyť jsou v tom úplné poklady!“ 
Jaroslav Foglar